# Comté de Lane (Kansas)
Pour les articles homonymes, voir Lane et Comté de Lane.
Le comté de Lane est l’un des 105 comtés de l’État du Kansas, aux États-Unis. Il a été fondé le 20 mars 1873. Son siège, et seule ville, est Dighton. Selon le recensement de 2000, la population du comté est de 2 155 habitants. 
Le comté est appelé en l'honneur de James H. Lane qui a été un chef de file du mouvement abolitionniste des Jayhawkers et qui a servi comme l'un des premiers sénateurs des États-Unis du Kansas.

## Géographie
Le comté a une superficie de 1 858 km², dont la presque totalité en surfaces terrestres.

### Géolocalisation
|                | Comté de Gove   |               |
| Comté de Scott | Comté de Lane   | Comté de Ness |
|                | Comté de Finney |               |